# Rebecca Masika Katsuva
Rebecca Masika Katsuva (26 de mayo de 1966 - 2 de febrero de 2016) fue una activista congoleña y superviviente de agresión sexual. Fundó la Association des Personnes Desherites Unies pour le Development (APDUD) y defendió los derechos de los supervivientes, incluidos los niños, en la región de Kivu Sur de la República Democrática del Congo.

## Trayectoria
Durante la segunda guerra del Congo en 1999, unos atacantes mataron al esposo de Katsuva y agredieron sexualmente a ella y a sus hijas, que entonces tenían 9 y 13 años. Sus hijas quedaron embarazadas como resultado de las agresiones, y Katsuva y sus hijas se vieron obligadas a abandonar su hogar tras ser repudiadas por los familiares de su marido. Katsuva fue violada cuatro veces por soldados y miembros de la milicia. En enero de 2009, ex insurgentes, recién integrados en el ejército del Congo, violaron a Katsuva por cuarta vez. Los ex insurgentes dijeron que atacaron a Katsuva porque los había acusado de agredir a mujeres. Adoptó a 18 niños, nacidos de madres que fueron agredidas sexualmente.
En 1999, Katsuva fundó un centre d'ecoute, también conocido como casa de escucha, en su casa en la República Democrática del Congo, ubicada en un área aislada y conflictiva. Cambió el nombre de su centro a Association des Personnes Desherites Unies pour le Development (APDUD) en 2002. El centro sirve de refugio para que las mujeres se recuperen de actos violentos y les proporciona ayuda médica, y actualmente consta de casi 50 casas para que vivan las mujeres. En la última década, ha ayudado a más de 6000 supervivientes de violación.
Katsuva sucumbió a complicaciones relacionadas con la malaria el 2 de febrero de 2016, a la edad de 49 años

## Reconocimientos
Katsuva recibió el Premio Ginetta Sagan 2010 por los Derechos de la Mujer y el Niño de Amnistía Internacional EE. UU., anunciado en la reunión anual de la organización en Nueva Orleans, del 9 al 11 de abril de 2010.